# Chapel Hill (Carolina del Norte)
Chapel Hill es un pueblo en Carolina del Norte y sede de la Universidad de Carolina del Norte en Chapel Hill (UNC), la universidad estatal más antigua de los EE. UU. Según el censo del año 2020, tenía una población de 61,960 habitantes, por lo que Chapel Hill era la 17.ª municipalidad más populsa en el estado.
El pueblo se fundó en el año 1793 y está centrado en Franklin Street, cubriendo 21.3 millas cuadradas (55 km2). Contiene varios distritos y edificios en el Registro Nacional de Lugares Históricos. UNC y UNC Health Care son una parte clave de la economía y influencia en el pueblo. Los artistas locales han creado muchos murales en el pueblo. 
En el año 2023, la población Metropolitana era de 2,368,947 según el "US Office of Management and Budget's Metropolitan Combined Statistical Area" conocido como Raleigh-Durham-Cary (anteriormente conocido como "the Raleigh-Durham-Chapel Hill Metropolitan Statistical Area"). 
Chapel Hill, Durham y Raleigh forman las tres esquinas del Research Triangle, así denominado en 1959 con la creación del Research Triangle Park, un parque de investigación situado entre Durham y Raleigh.

## Geografía
Chapel Hill se ubica en la esquina sureste del condado de Orange, con fronteras municipales ligeramente dentro del condado de Durham al este y con el condado de Chatham en el sur. Tiene un término compartido al oeste con la ciudad de Carrboro, y al este con la ciudad de Durham.
Según el United States Census Bureau, la ciudad tiene un área total de 51.3 km² (19.8 mi²). 51.2 km² (19.8 mi²) de las cuales son tierra y 0.2 km² (0.1 mi²) de ellas (0.35%) son agua.

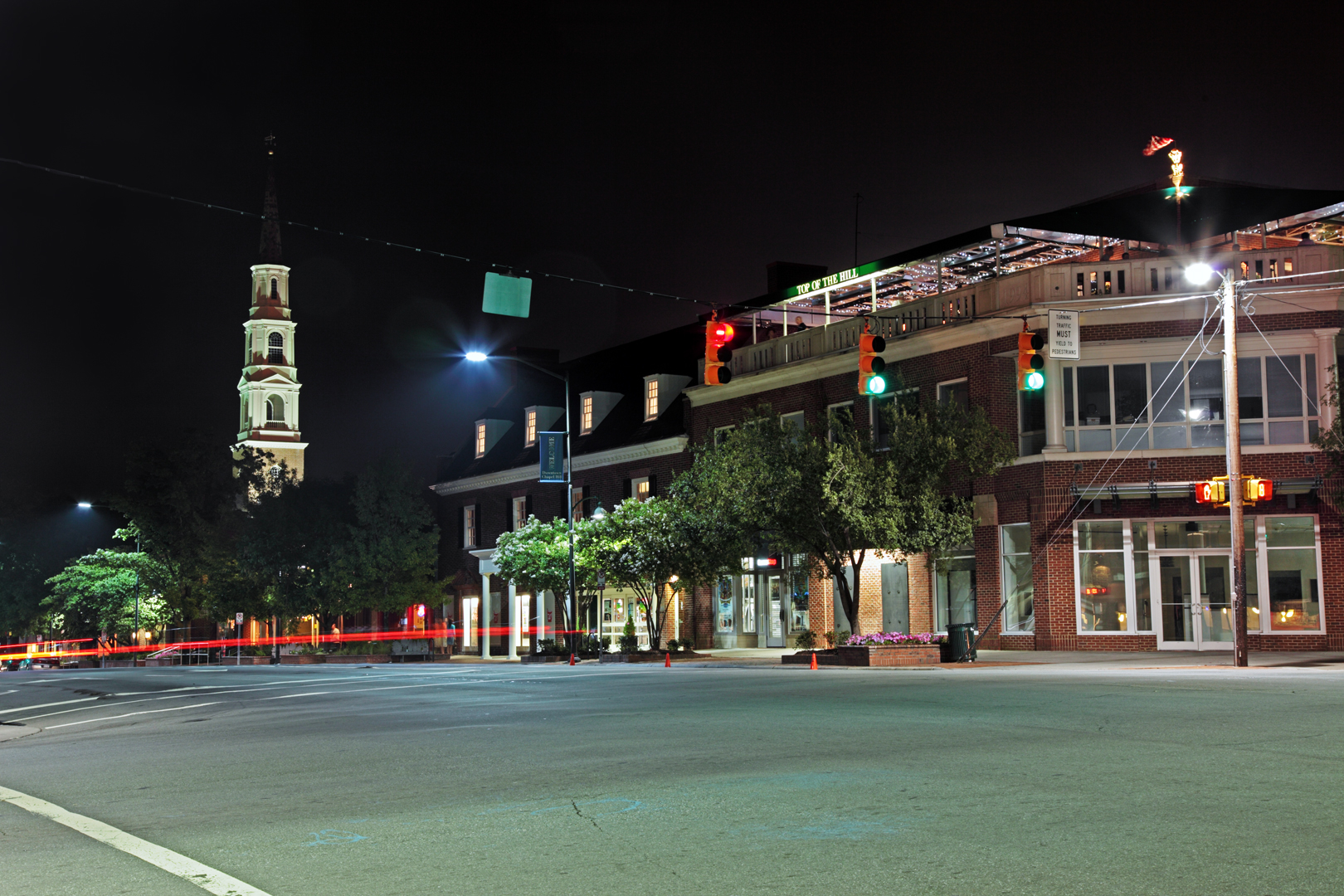
Vista de Franklin Street en el centro de Chapel Hill.

## Historia
Chapel Hill, (La colina de la capilla), o por lo menos el centro de ciudad, se asienta de hecho sobre una colina —colina originalmente llamada de "La Capilla de Nueva Esperanza" por la capilla que hubo allí una vez—. El "The Carolina Inn" (mesón de Carolina), ocupa actualmente el sitio de la capilla original. En 1819, la ciudad fue fundada para servir a la universidad de Carolina del Norte y se desarrolló alrededor de ella. La ciudad fue reconocida en 1851, y su calle principal, calle de Franklin, fue nombrada en memoria de Benjamin Franklin.
En 1968, solamente un año después de que sus escuelas se integraran completamente, Chapel Hill se convirtió en el primer municipio predominantemente blanco en el país en elegir a un alcalde afrodescendiente, Howard Lee. Lee sirvió a partir de 1969 hasta 1975 y, entre otras cosas, ayudó a establecer la Chapel Hill Transit, y el sistema de autobús de la ciudad. Unos 30 años más tarde, en el 2002, la legislación fue aprobada para hacer los autobuses locales gratis para los residentes y los visitantes, conduciendo a un aumento en impuestos; los autobuses se financian a través de los impuestos de Chapel Hill y de Carrboro así como abonos de los estudiantes de la "UNC".
En 1993, el puelo celebró su bicentenario y fundó el Museo de Chapel Hill (Chapel Hill Museum). Este recurso comunal, conteniendo la personalidad y los personajes del pueblo, incluyó entre sus exposiciones Alexander Julian, History of the Chapel Hill Fire Department, Chapel Hill's 1914 Fire Truck, The James Taylor Story, Farmer/James Pottery y The Paul Green Legacy.

## Residentes notables
- Andy Griffith, actor

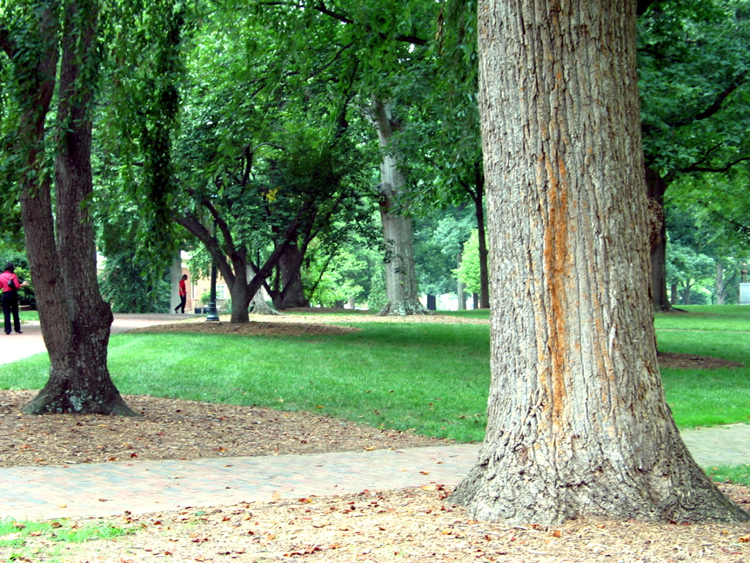
Campus de la "UNC" en el centro de la ciudad.

- Bunny Hearn, pitcher en la "major league baseball"
- Dexter Romweber, rockabilly
- James Taylor, músico popular
- Elizabeth Cotten, cantante de blues
- Floyd Council, cantante de blues, el "Floyd" en Pink Floyd
- Howard Lee, político
- Daniel Wallace, autor de Big Fish
- Charles Kuralt, editor de The Daily Tar Heel
- Fred Brooks, pionero informático
- John Reid Edwards, senador de los Estados Unidos, en 2004 candidato a Vicepresidente y en 2008 candidato Presidencial
- Paul Green, escritor
- Jack Hogan, actor, reconocido por su papel como "Private William Kirby" en la serie de televisión Combat!, 1962-1967
- Elisha Mitchell, geólogo
- Frank Porter Graham, senador de los Estados Unidos y rector de la Universidad de Carolina del Norte en Chapel Hill
- Dean Smith, antiguo entrenador de baloncesto
- Michael Jordan, jugador de baloncesto
- Porter Robinson, Disc Jockey
- Mia Hamm, jugador de fútbol europeo
- Thomas Wolfe, novelista
- Lewis Black, actor
- Kent Williams, pintor, dibujante y artista de cómics
- Terry Sanford, senador de los Estados Unidos y gobernador de Carolina del Norte
- Sarah Dessen, autor
- Sarah Gibson, cantante y compositora
- Mary Pope Osborne, autor
- Chris Stamey, músico
- William Carter Love - U.S. Representative de Carolina del Norte
- Ben Folds, músico
- Roy Williams, entrenador de baloncesto
- Cam Cameron, entrenador jefe, Miami Dolphins
- Laurel Holloman, actriz
- Spencer Chamberlain, músico
- K.A. Applegate, autor
- Lawrence Ferlinghetti, editor y poeta
- Ella Shapard, chess grand master

## Puntos de interés
- Jardín botánico de Carolina del Norte
- Coker Arboretum
- William Lanier Hunt Arboretum
- North Carolina Children's Symphony
- North Carolina Collection Gallery, UNC campus

### Local businesses
- 3CUPS
- Algonquin Books
- Cackalacky Classic Condiment Company
- Caffe Driade
- Foster's Market
- Health Decisions
- Internationalist Books
- The Library Night Club and Bar
- Meadowmont Village
- The Reservoir
- A Southern Season
- Southern Village
- The Trail Shop
- USAT Corp.

- Datos: Q671812
- Multimedia: Chapel Hill, North Carolina / Q671812